# Synagoga Gersza Lizmana w Łodzi
Synagoga Gersza Lizmana w Łodzi – prywatny dom modlitwy znajdujący się w Łodzi przy ulicy Lutomierskiej 18.
Synagoga została zbudowana w 1900 roku z inicjatywy Gersza Lizmana. Mogła ona pomieścić 30 osób. Podczas II wojny światowej hitlerowcy zdewastowali synagogę.